# Emily Giffin
Emily Fisk Giffin (Baltimora, 20 marzo 1972) è una scrittrice statunitense.

## Biografia
Emily Giffin nasce a Baltimora nel Maryland il 20 marzo 1972. Frequenta la Naperville North High School di Naperville in Illinois (un sobborgo di Chicago), dove entra a far parte del club di scrittura creativa e ricopre l'incarico di caporedattore per il giornalino scolastico. Frequenta la Wake Forest University a Winston-Salem, nella Carolina del Nord, dove ottiene una doppia laurea in storia e letteratura inglese. In seguito, frequenta la law school dell'Università della Virginia di Charlottesville, in Virginia.

### Carriera
Dopo la laurea in legge, ottenuta nel 1997, si trasferisce a Manhattan, dove inizia a lavorare per lo studio legale Winston & Strawn. Nel 2001 si trasferisce a Londra, dove inizia a scrivere a tempo pieno.

## Opere
- 2004 - Piccole confusioni di letto (Something Borrowed), Milano, Piemme
- 2005 - Something Blue (Antitodo per cuori solitari), Milano, Piemme
- 2006 - A prova di baby (Baby Proof), Milano, Piemme
- 2008 - Amore e ritorno (Love the One You're With), Milano, Piemme
- 2010 - Tutto per amore o quasi (Heart of the Matter), Milano, Piemme
- 2012 - The Diary of Darcy J. Rhone: Prequel to Something Blue and Something Borrowed
- 2012 - Where We Belong
- 2014 - The One and Only
- 2016 - First Comes Love
- 2018 - All We Ever Wanted
- 2020 -The Lies That Bind

## Film e serie televisive tratte dalle sue opere
- Something Borrowed - L'amore non ha regole (Something Borrowed), regia di Luke Greenfield (2011)